# 武田信政
武田 信政（たけだ のぶまさ）
1. 鎌倉時代の甲斐武田氏当主。本項で解説。
2. 戦国時代の上総武田（真里谷）氏当主については真里谷信政を参照。（1.の末裔に当たる）

武田 信政（たけだ のぶまさ）は、鎌倉時代前期から中期にかけての武将。
甲斐源氏6代当主。武田氏3代当主。甲斐源氏5代当主、武田氏2代当主・武田信光の嫡男。生母は新田義重の娘で、一条信長の同母兄。通称は小五郎。
官位は伊豆守。安芸守。若狭守。子に武田信時（五郎次郎、安芸守護信時流武田氏祖）・武田政綱（五郎三郎、石和流武田氏祖）・武田信村・武田信泰・武田信綱がいる（『寛政重修諸家譜』では、駒井信盛・下條政長を載せる）。

## 生涯
建久7年（1196年）1月15日、甲府の館にて生まれる。幼名は龍光丸・勝千代。元久元年（1204年）11月15日、当時の執権・北条時政を烏帽子親として元服、｢政｣の偏諱を与えられて信政と名乗った。
若い頃、讒言により安芸国に流されたが、やがて許されて復帰した。1221年の承久の乱でも幕府方として父と共に活躍した。その後、父が出家したため、家督を継いで当主となった。文永2年（1265年）に死去し、後を嫡子の武田信時が継いだ。
建長6年（1254年）成立の『古今著聞集』には信政に関する逸話が記されている。